# Rush Valley
Rush Valley és una població dels Estats Units a l'estat de Utah. Segons el cens del 2000 tenia 453 habitants.

## Demografia
Segons el cens del 2000, Rush Valley tenia 453 habitants, 149 habitatges, i 123 famílies. La densitat de població era de 9,5 habitants per km².
Dels 149 habitatges en un 34,9% hi vivien nens de menys de 18 anys, en un 71,8% hi vivien parelles casades, en un 7,4% dones solteres, i en un 16,8% no eren unitats familiars. En el 12,8% dels habitatges hi vivien persones soles el 4,7% de les quals corresponia a persones de 65 anys o més que vivien soles. El nombre mitjà de persones vivint en cada habitatge era de 3,04 i el nombre mitjà de persones que vivien en cada família era de 3,34.
Per edats la població es repartia de la següent manera: un 26,9% tenia menys de 18 anys, un 10,8% entre 18 i 24, un 24,5% entre 25 i 44, un 24,9% de 45 a 60 i un 12,8% 65 anys o més.
L'edat mediana era de 38 anys. Per cada 100 dones de 18 o més anys hi havia 106,9 homes.
La renda mediana per habitatge era de 46.875 $ i la renda mediana per família de 48.036 $. Els homes tenien una renda mediana de 41.136 $ mentre que les dones 22.813 $. La renda per capita de la població era de 14.661 $. Entorn del 7,1% de les famílies i el 10,4% de la població estaven per davall del llindar de pobresa.

## Poblacions més properes
El següent diagrama mostra les poblacions més properes.